# Ягочани
Ягочани (пол. Jagoczany, нім. Jagotschen) — село в Польщі, у гміні Бані Мазурські Ґолдапського повіту Вармінсько-Мазурського воєводства.
Населення — 133 особи (2011).
У 1975-1998 роках село належало до Сувальського воєводства.

## Демографія
Демографічна структура станом на 31 березня 2011 року:
|          | Загалом | Допрацездатний вік | Працездатний вік | Постпрацездатний вік |
| -------- | ------- | ------------------ | ---------------- | -------------------- |
| Чоловіки | 62      | 14                 | 41               | 7                    |
| Жінки    | 71      | 13                 | 42               | 16                   |
| Разом    | 133     | 27                 | 83               | 23                   |